# Rock Rapids (Iowa)
Rock Rapids – miasto w Stanach Zjednoczonych, w stanie Iowa, siedziba hrabstwie Lyon. W 2000 liczyło 2 573 mieszkańców.